# Rodrigo Vadillo
Rodrigo Vadillo (Arévalo, 1506 – Cefalù, 1º febbraio 1577) è stato un vescovo cattolico spagnolo.

## Biografia
Nacque ad Arévalo, allora nella diocesi di Avila in Spagna, nel 1506.
Entrato nell'ordine benedettino, fu docente di sacra teologia.
Presentato da re Filippo II, nella sua qualità di re di Sicilia, il 9 febbraio 1569 fu nominato vescovo di Cefalù da papa Pio V. Ricevette l'ordinazione episcopale nella basilica di San Pietro a Roma dal cardinale Francisco Pacheco de Villena, vescovo di Burgos, co-consacranti Gaspar Cervantes de Gaete, arcivescovo di Tarragona e futuro cardinale, e Antonio Rodríguez de Pazos y Figueroa, vescovo di Patti.
Morì a Cefalù il 1º febbraio 1577 ed è sepolto nella cattedrale.

## Genealogia episcopale
La genealogia episcopale è:
- Cardinale Juan Pardo de Tavera
- Cardinale Antoine Perrenot de Granvelle
- Cardinale Francisco Pacheco de Villena
- Vescovo Rodrigo Vadillo, O.S.B.